# Tour de Flandes 1962
El Tour de Flandes 1962 va ser la 46a edició del Tour de Flandes. La cursa es disputà l'1 d'abril de 1962, amb inici a Gant i final a Gentbrugge després d'un recorregut de 256 quilòmetres. El vencedor final fou el belga Rik van Looy, que s'imposà en solitari en l'arribada a Gentbrugge. Nou segons després arribà un grup de quatre ciclistes, quedant els belgues Michel van Aerde i Norbert Kerckhove en segona i tercera posició respectivament.

## Classificació final
|    | Ciclista                | Equip                            | Temps      |
| -- | ----------------------- | -------------------------------- | ---------- |
| 1  | Rik van Looy (BEL)      | Flandria-Faema-Clement           | 6h 39' 56" |
| 2  | Michel van Aerde (BEL)  | Carpano                          | + 9"       |
| 3  | Norbert Kerckhove (BEL) | Dr Mann                          | m. t.      |
| 4  | Noël Foré (BEL)         | Flandria-Faema-Clement           | m. t.      |
| 5  | Tom Simpson (GBR)       | Gitane-Leroux                    | m. t.      |
| 6  | Jef Planckaert (BEL)    | Flandria-Faema-Clement           | + 12"      |
| 7  | Willy Vannitsen (BEL)   | Wiels-Groene Leeuw               | + 4' 08"   |
| 8  | Michel Stolker (NED)    | Saint Raphael-Helyett-Hutchinson | m. t.      |
| 9  | Edgard Sorgeloos (BEL)  | Flandria-Faema-Clement           | m. t.      |
| 10 | Jos Wouters (BEL)       | Solo-Van Steenbergen             | + 4' 25"   |